# الضهرية (إيتاي البارود)
قرية الضهرية هي إحدى القرى التابعة لمركز إيتاي البارود في محافظة البحيرة في جمهورية مصر العربية. حسب إحصاءات سنة 2006، بلغ إجمالي السكان في الضهرية 16124 نسمة، منهم 8492 رجل و7632 امرأة.

## التاريخ
قرية الضهرية من القرى القديمة، حيث وردت باسم «محلة ببيج» في أعمال حوف رمسيس ضمن قرى الروك الصلاحي التي أحصاها ابن مماتي في كتاب قوانين الدواوين، كما وردت باسم «منية ببيج الظاهرية» في أعمال البحيرة ضمن قرى الروك الناصري التي أحصاها ابن الجيعان في كتاب «التحفة السنية بأسماء البلاد المصرية». وفي العصر العثماني وردت باسم «الظاهرية» في التربيع العثماني الذي أجراه الوالي العثماني سليمان باشا الخادم في عصر السلطان العثماني سليمان القانوني ضمن قرى ولاية البحيرة، وفي تاريخ 1228هـ/1813م الذي عدّ قرى مصر بعد المسح الذي قام به محمد علي باشا باسم «الظهرية» ضمن قرى مديرية البحيرة، ومن سنة 1297هـ/1880م، حُرّف الاسم إلى «الضهرية».